# Mike Krzyzewski
Michael William Krzyzewski, detto Mike (Chicago, 13 febbraio 1947), è un ex cestista e allenatore di pallacanestro statunitense di origini polacche.
Soprannominato Coach K, Krzyzewski è uno degli allenatori più vincenti nella storia del basket collegiale statunitense, nel quale ha legato il proprio nome alla squadra maschile della Duke University, i Blue Devils. Detiene infatti il primato di vittorie nella Division I della NCAA, conseguito 15 novembre 2011, allorché ha vinto la 903ª partita e ha sorpassato il previgente record di 902 successi stabilito dal suo ex-coach e mentore Bob Knight. Egli ha poi ulteriormente elevato tale primato: il 25 novembre 2015 ha infatti conseguito il millesimo successo. Per quanto concerne il palmarès, alla guida dei Blue Devils di Duke ha conquistato 5 campionati NCAA (record secondo solo a quello di John Wooden, vincitore di 10 titoli sulla panchina degli UCLA Bruins), ottenuto 13 qualificazioni alle final four nazionali, vinto per 12 volte la regular season e per 14 volte il titolo di Atlantic Coast Conference.
In campo internazionale, tra il 1979 e il 2016 ha ricoperto incarichi nella commissione tecnica della nazionale maggiore statunitense. In particolare ne è stato per tre volte capo allenatore, nel 1987, nel 1990 e infine tra il 2006 e il 2016: nel corso di quest’ultimo mandato ha vinto tre titoli olimpici, due titoli e un bronzo mondiali, marcando uno score di 60 vittorie e una sola sconfitta in partite ufficiali. I successi da allenatore gli hanno valso l'introduzione nella Hall of Fame della pallacanestro nel 2001.

## Biografia

### Infanzia, formazione e carriera cestistica

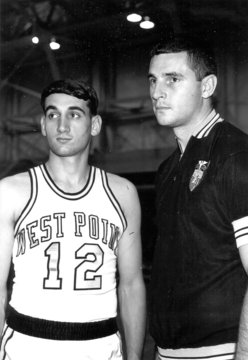
Un giovane Krzyzewski insieme al tecnico Bob Knight

Krzyzewski nacque a Chicago da genitori di origini polacche, William Krzyzewski e Emily Pituch.
Dopo aver frequentato la St. Helen Catholic School di Ukrainian Village e la Weber High School nella propria città natale, s'iscrisse all'accademia militare di West Point, entrando a far parte della squadra scolastica di pallacanestro allenata da Bob Knight. Divenutone capitano nella stagione 1968–1969, la condusse al quarto posto finale nell'edizione 1969 del National Invitation Tournament, disputatosi al Madison Square Garden di New York.
Nel 1969 si diplomò al corso preparatorio per ufficiali dell'esercito statunitense, in cui poi prestò servizio fino al 1974.

### Carriera da allenatore

#### Gli esordi
Una volta congedato dal servizio attivo nelle forze armate, nel 1974 decise d'intraprendere la carriera di allenatore. Fu ancora Bob Knight a procurargli il primo incarico, nominandolo suo assistente sulla panchina degli Indiana Hoosiers, che nell'annata 1974-75 arrivarono a un soffio dalle final four del torneo NCAA, arrendendosi solo ai Kentucky Wildcats nella finale dei playoff di Mideast Region.
Nella stagione successiva Krzyzewski fece ritorno a West Point, ove assunse la guida tecnica degli Army Black Knights, selezione cestistica dell'accademia militare. In cinque stagioni alla guida della squadra dell'esercito ottenne 73 vittorie e 59 sconfitte, partecipando a un'edizione del National Invitation Tournament.

#### Duke

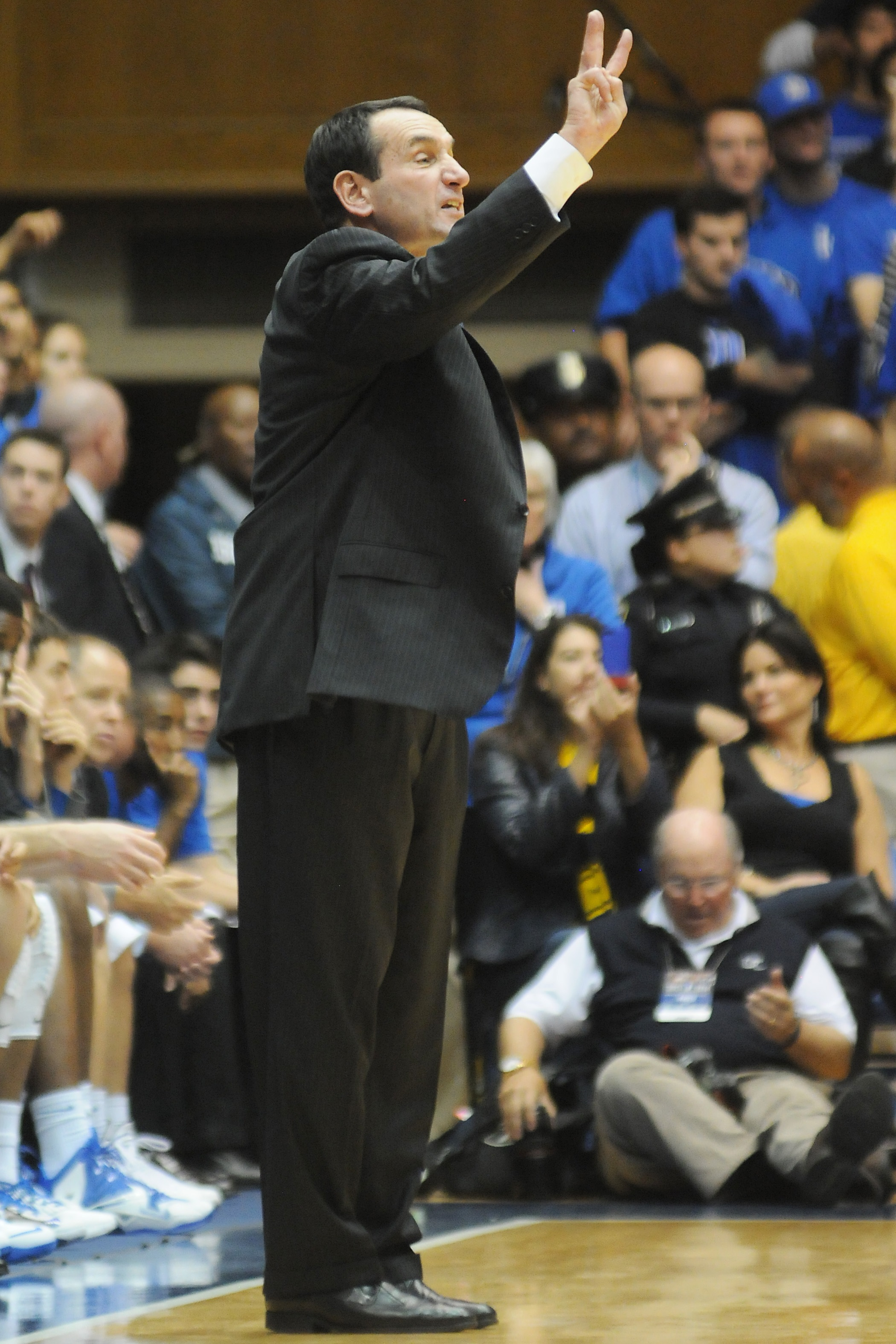
Krzyzewski fotografato nel 2013 durante una partita dei Duke Blue Devils.

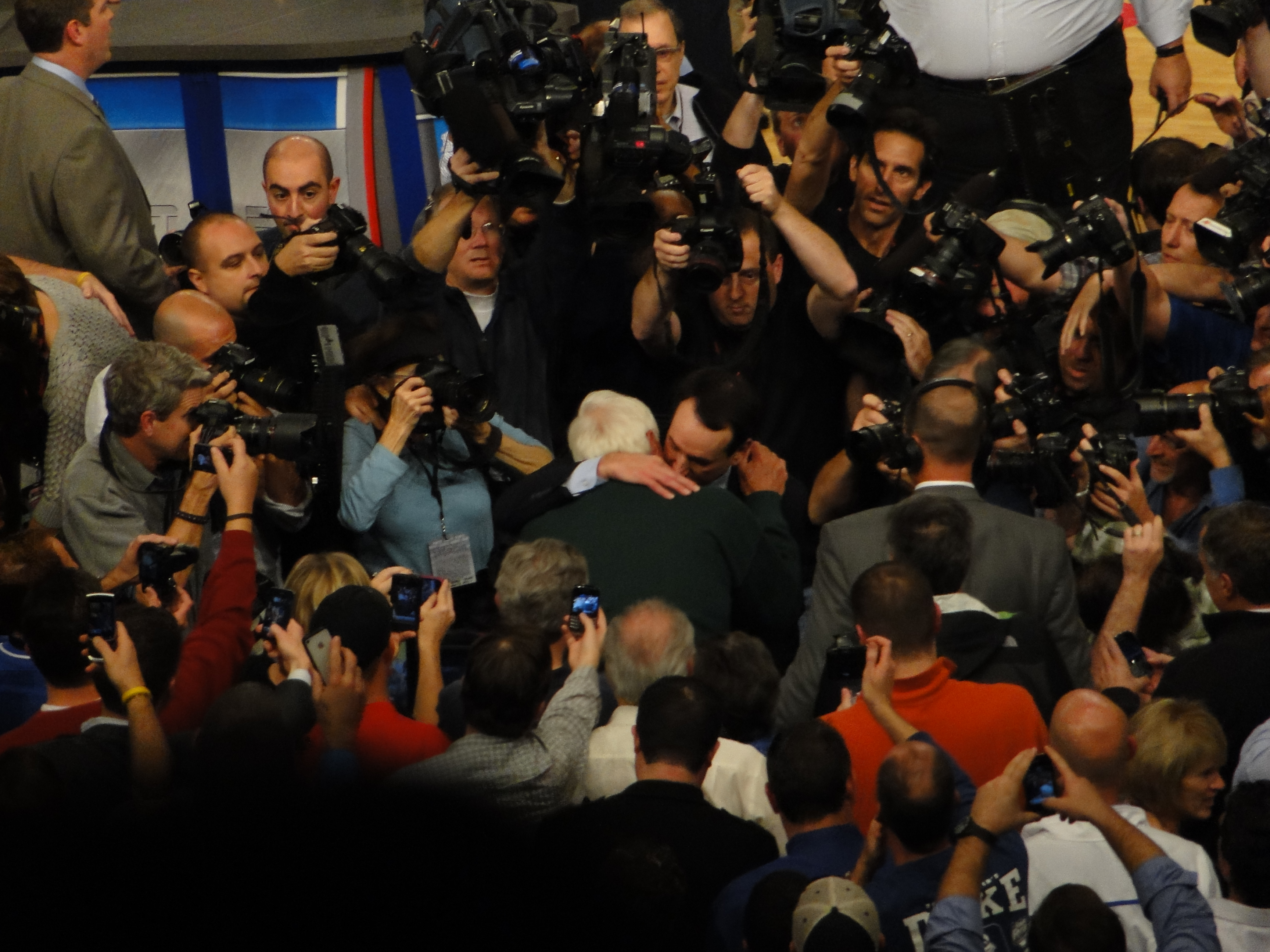
Krzyzewski abbraccia Bob Knight dopo aver battuto il suo record di vittorie in NCAA Division I.

Il 18 marzo 1980 Krzyzewski venne nominato capo allenatore della squadra cestistica maschile della Duke University di Durham. Dopo alcune annate di assestamento, coach K ha reso i Blue Devils della Carolina del Nord un punto di riferimento nel panorama del basket collegiale statunitense: in 37 stagioni ha infatti condotto la squadra a 31 qualificazioni alla fase finale della Division I NCAA, dei quali 23 consecutivi tra il 1996 e il 2018 (primato secondo solo alle 27 partecipazioni consecutive dei Kansas Jayhawks): tali partecipazioni si sono risolte in tredici vittorie di Atlantic Coast Conference, dodici accessi alle final four e cinque titoli assoluti di lega.
Il 13 febbraio 2010 Krzyzewski ha raggiunto la millesima panchina alla guida dei Blue Devils; poco più di un anno dopo, il 15 novembre 2011, ha poi vinto la partita numero 903 di NCAA, superando il precedente record assoluto detenuto da Bob Knight (da lui considerato il suo maggiore mentore in ambito cestistico). Il 25 gennaio 2014 è poi divenuto il secondo allenatore di NCAA capace di vincere 900 partite alla guida di una singola squadra, affiancando Jim Boeheim dei Syracuse Orange, che ha poi superato l'11 novembre 2017, allorché ha vinto la millesima partita alla guida di Duke.
Coach K ha poi ulteriormente rivisto al rialzo il proprio record: il 25 gennaio 2015 è infatti divenuto il primo allenatore cestistico con 1000 vittorie all'attivo in NCAA Division I maschile; il 17 marzo 2018, vincendo la 1099^ partita, ha reso assoluto il proprio primato, superando quello stabilito da Pat Summitt nella Division I femminile.. Infine il 16 febbraio 2019, vincendo la 1123ª partita, ha fatto suo anche il record di tecnico più vincente al di là della lega di militanza, superando quello stabilito da Harry Statham alla McKendree University nella Division II della NCAA.
Il 2 giugno 2021 Krzyzewski annuncia l'intenzione di ritirarsi al termine della stagione 2021–22. Guida per l'ultima volta i Blue Devils in casa, al Cameron Indoor Stadium, il 5 marzo 2022 nella partita persa 94-81 contro i rivali storici di North Carolina. Alla March Madness centra la tredicesima qualificazione alle Final Four, superando il record di John Wooden; il cammino di Duke termina però in semifinale, il 2 aprile 2022, a seguito della sconfitta per 81–77, nuovamente per mano di North Carolina. La sua carriera alla Duke University termina quindi con un record di 1129 vittorie e 309 sconfitte, mentre il suo record complessivo in NCAA è di 1202–368; sulla panchina dei Blue Devils gli succede Jon Scheyer.

#### Nazionale
Parallelamente alla propria attività di allenatore collegiale, Krzyzewski ha più volte fatto parte della commissione tecnica a capo della nazionale statunitense, sia come assistente che come head coach.
Debuttò sulla panchina della nazionale ai Giochi panamericani 1979 col ruolo di vice allenatore, che gli fu rinnovato poi in occasione delle Olimpiadi 1984.
Nel 1987 ebbe il suo primo incarico da capo allenatore, conducendo la nazionale all'argento nell'Universiade di Zagabria; tre anni dopo ebbe analogo incarico in occasione del campionato mondiale (vincendo il bronzo) e dei Goodwill Games (ove vinse l'argento).
Tornò poi a ricoprire il ruolo di assistente in occasione del torneo preolimpico e delle Olimpiadi 1992, in ambedue i casi vincendo ampiamente le competizioni.
Nel 2005 venne nominato stabilmente commissario tecnico della nazionale, dando inizio a un mandato di undici anni: il debutto ufficiale avvenne ai mondiali 2006, ove gli USA vinsero la medaglia di bronzo. Già a partire dall'anno successivo la nazionale a stelle e strisce, sotto la guida di Krzyzewski, diede tuttavia inizio ad un lungo periodo vincente, aggiudicandosi il campionato americano 2007, i mondiali 2010 e 2014, nonché tre ori consecutivi alle Olimpiadi, nel 2008, nel 2012 e nel 2016.
Fatta salva una sola sconfitta (nella semifinale del mondiale 2006 contro la Grecia), nel corso di questo suo mandato da commissario tecnico, Krzyzewski ha ottenuto 75 vittorie. Dopo la vittoria nel torneo olimpico di Rio 2016, che l'ha reso il primo commissario tecnico capace di vincere per tre volte consecutive il titolo di pallacanestro a cinque cerchi, Coach K si è dimesso dall'incarico, tornando ad occuparsi esclusivamente della selezione di Duke.
Il suo record complessivo sulla panchina della nazionale statunitense (nei vari ruoli ricoperti) è di 139 vittorie e 7 sconfitte.

#### Le proposte dall'NBA

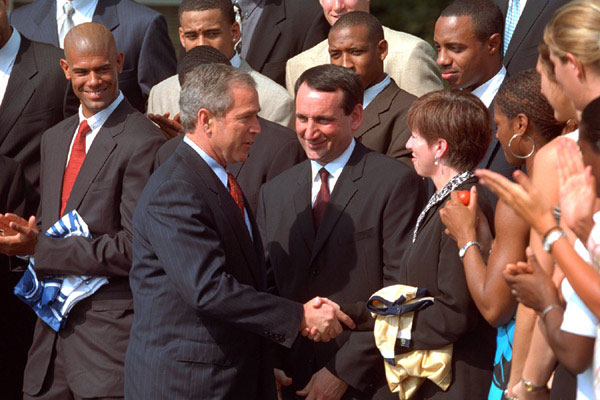
Il presidente degli Stati Uniti George W. Bush riceve Mike Krzyzewski e la squadra di Duke a seguito della vittoria del titolo NCAA 2001.

Krzyzewski ha ricevuto diverse proposte per allenare squadre professionistiche in NBA. Nel 1990, dopo che per la terza volta consecutiva ebbe condotto i Blue Devils alle Final Four nazionali, i Boston Celtics gli proposero di entrare nel loro staff tecnico, ricevendo però una risposta negativa. Quattro anni dopo furono invece i Portland Trail Blazers a cercare invano di ingaggiarlo. Nel 2004 i Los Angeles Lakers, rimasti orfani di coach Phil Jackson, gli proposero un contratto di cinque anni del valore di 40 milioni di dollari, con libertà all'occorrenza di ricoprire anche altri incarichi: anche in questo caso, tuttavia, Coach K rimase fedele al proprio programma universitario. Nel 2010 si stima che i New Jersey Nets gli avessero offerto un ingaggio compreso tra i 12 e i 15 milioni di dollari a stagione, senza tuttavia riuscire a convincerlo a passare al professionismo. L'ultimo tentativo conosciuto avvenne nel 2011, allorché gli venne offerta la panchina dei Minnesota Timberwolves, ancora una volta senza successo.

## Statistiche

### Allenatore
| Stagione  | Squadra          | Overall | Overall | Overall | Overall | Overall                       | Post Season                                           |
| Stagione  | Squadra          | V       | P       | % V     | G       | Posizione finale              | Post Season                                           |
| --------- | ---------------- | ------- | ------- | ------- | ------- | ----------------------------- | ----------------------------------------------------- |
| 1980-81   | Duke Blue Devils | 17      | 13      | 56,7    | 30      | 5º nella Atlantic Conference  | Quarti di finale del NIT                              |
| 1981-82   | Duke Blue Devils | 10      | 17      | 37,0    | 27      | 6º nella Atlantic Conference  | -                                                     |
| 1982-83   | Duke Blue Devils | 11      | 17      | 39,3    | 28      | 7º nella Atlantic Conference  | -                                                     |
| 1983-84   | Duke Blue Devils | 24      | 10      | 70,6    | 34      | 3º nella Atlantic Conference  | Sedicesimi di finale del torneo di NCAA Division I    |
| 1984-85   | Duke Blue Devils | 23      | 8       | 74,2    | 31      | 4º nella Atlantic Conference  | Sedicesimi di finale del torneo di NCAA Division I    |
| 1985-86   | Duke Blue Devils | 37      | 3       | 92,5    | 40      | 1º nella Atlantic Conference  | Finale del torneo di NCAA Division I                  |
| 1986-87   | Duke Blue Devils | 24      | 9       | 72,0    | 33      | 3º nella Atlantic Conference  | Ottavi di finale del torneo di NCAA Division I        |
| 1987-88   | Duke Blue Devils | 28      | 7       | 80,0    | 35      | 3º nella Atlantic Conference  | Semifinale del torneo di NCAA Division I              |
| 1988-89   | Duke Blue Devils | 28      | 8       | 70,0    | 36      | 2º nella Atlantic Conference  | Semifinale del torneo di NCAA Division I              |
| 1989-90   | Duke Blue Devils | 29      | 9       | 76,3    | 38      | 2º nella Atlantic Conference  | Finale del torneo di NCAA Division I                  |
| 1990-91   | Duke Blue Devils | 32      | 7       | 82,1    | 39      | 1º nella Atlantic Conference  | Vincitori del torneo di NCAA Division I               |
| 1991-92   | Duke Blue Devils | 34      | 2       | 94,0    | 36      | 1º nella Atlantic Conference  | Vincitori del torneo di NCAA Division I               |
| 1992-93   | Duke Blue Devils | 24      | 8       | 75,0    | 32      | 3º nella Atlantic Conference  | Sedicesimi di finale del torneo di NCAA Division I    |
| 1993-94   | Duke Blue Devils | 28      | 6       | 82,4    | 34      | 1º nella Atlantic Conference  | Finale del torneo di NCAA Division I                  |
| 1994-95   | Duke Blue Devils | 9       | 3       | 75,0    | 12      | -                             | -                                                     |
| 1995-96   | Duke Blue Devils | 18      | 13      | 58,1    | 31      | 4º nella Atlantic Conference  | Trentaduesimi di finale del torneo di NCAA Division I |
| 1996-97   | Duke Blue Devils | 24      | 9       | 72,0    | 33      | 1º nella Atlantic Conference  | Sedicesimi di finale del torneo di NCAA Division I    |
| 1997-98   | Duke Blue Devils | 32      | 4       | 80,0    | 36      | 1º nella Atlantic Conference  | Quarti di finale del torneo di NCAA Division I        |
| 1998-99   | Duke Blue Devils | 37      | 2       | 94,9    | 39      | 1º nella Atlantic Conference  | Finale del torneo di NCAA Division I                  |
| 1999-2000 | Duke Blue Devils | 29      | 5       | 85,3    | 34      | 1º nella Atlantic Conference  | Ottavi di finale del torneo di NCAA Division I        |
| 2000-01   | Duke Blue Devils | 35      | 4       | 89,7    | 39      | 1º nella Atlantic Conference  | Vincitori del torneo di NCAA Division I               |
| 2001-02   | Duke Blue Devils | 31      | 4       | 88,6    | 35      | 2º nella Atlantic Conference  | Ottavi di finale del torneo di NCAA Division I        |
| 2002-03   | Duke Blue Devils | 26      | 7       | 78,0    | 33      | 2º nella Atlantic Conference  | Ottavi di finale del torneo di NCAA Division I        |
| 2003-04   | Duke Blue Devils | 31      | 6       | 83,7    | 37      | 1º nella Atlantic Conference  | Semifinale del torneo di NCAA Division I              |
| 2004-05   | Duke Blue Devils | 27      | 6       | 81,0    | 33      | 3º nella Atlantic Conference  | Ottavi di finale del torneo di NCAA Division I        |
| 2005-06   | Duke Blue Devils | 32      | 4       | 80,0    | 36      | 1º nella Atlantic Conference  | Ottavi di finale del torneo di NCAA Division I        |
| 2006-07   | Duke Blue Devils | 22      | 11      | 66,7    | 33      | 6º nella Atlantic Conference  | Trentaduesimi di finale del torneo di NCAA Division I |
| 2007-08   | Duke Blue Devils | 28      | 6       | 82,4    | 34      | 2º nella Atlantic Conference  | Sedicesimi di finale del torneo di NCAA Division I    |
| 2008-09   | Duke Blue Devils | 30      | 7       | 81,0    | 37      | 2º nella Atlantic Conference  | Ottavi di finale del torneo di NCAA Division I        |
| 2009-10   | Duke Blue Devils | 35      | 5       | 87,5    | 40      | 1º nella Atlantic Conference  | Vincitori del torneo di NCAA Division I               |
| 2010-11   | Duke Blue Devils | 32      | 5       | 86,4    | 37      | 2º nella Atlantic Conference  | Ottavi di finale del torneo di NCAA Division I        |
| 2011-12   | Duke Blue Devils | 27      | 7       | 79,4    | 34      | 2º nella Atlantic Conference  | Trentaduesimi di finale del torneo di NCAA Division I |
| 2012-13   | Duke Blue Devils | 30      | 6       | 83,0    | 36      | 2º nella Atlantic Conference  | Quarti di finale del torneo di NCAA Division I        |
| 2013-14   | Duke Blue Devils | 26      | 9       | 74,3    | 35      | 3º nella Atlantic Conference  | Trentaduesimi di finale del torneo di NCAA Division I |
| 2014-15   | Duke Blue Devils | 35      | 4       | 89,7    | 39      | 2º nella Atlantic Conference  | Vincitori del torneo di NCAA Division I               |
| 2015-16   | Duke Blue Devils | 25      | 11      | 69,4    | 36      | 5º nella Atlantic Conference  | Ottavi di finale del torneo di NCAA Division I        |
| 2016-17   | Duke Blue Devils | 28      | 9       | 75,6    | 37      | 5º nella Atlantic Conference  | Sedicesimi di finale del torneo di NCAA Division I    |
| 2017-18   | Duke Blue Devils | 29      | 8       | 78,3    | 37      | 2º nella Atlantic Conference  | Quarti di finale del torneo di NCAA Division I        |
| 2018-19   | Duke Blue Devils | 32      | 6       | 84,2    | 38      | 3º nella Atlantic Conference  | Quarti di finale del torneo di NCAA Division I        |
| 2019-20   | Duke Blue Devils | 25      | 6       | 80,6    | 31      | 2º nella Atlantic Conference  | Torneo annullato per il COVID-19                      |
| 2020-21   | Duke Blue Devils | 13      | 11      | 54,2    | 24      | 10º nella Atlantic Conference | -                                                     |
| 2021-22   | Duke Blue Devils | 32      | 7       | 82,1    | 39      | 1º nella Atlantic Conference  | Semifinale del torneo di NCAA Division I              |
|           | Carriera         | 1129    | 309     | 78,5    | 1438    |                               |                                                       |

## Palmarès

### Allenatore

#### NCAA
- Titoli NCAA: 5

Duke Blue Devils: 1991, 1992, 2001, 2010, 2015
- Naismith College Coach of the Year: 3

1989, 1992, 1999
- Clair Bee Coach of the Year Award: 2004
- NABC Coach of the Year: 1991
- Introdotto nella Basketball Hall of Fame nel 2001
- Introdotto nella College Basketball Hall of Fame nel 2006

#### Nazionale
- Medaglia d'oro ai giochi olimpici di Pechino 2008, Londra 2012, Rio de Janeiro 2016
- Medaglia d'oro ai campionati americani 2007
- Medaglia di bronzo ai mondiali di Argentina 1990 e Giappone 2006
- Medaglia d'oro ai mondiali di Turchia 2010 e Spagna 2014
- Medaglia d'argento ai mondiali universitari del 1987
- Medaglia d'argento ai giochi di buona volontà del 1990